# Pollaplonyx prunellus
Pollaplonyx prunellus är en skalbaggsart som beskrevs av Gilbert John Arrow 1946. Pollaplonyx prunellus ingår i släktet Pollaplonyx och familjen Melolonthidae. Inga underarter finns listade i Catalogue of Life.